# Ammenhaie
Die Ammenhaie (Ginglymostomatidae) sind eine artenarme Familie der Haie. Sie sind nahe Verwandte der Teppichhaie (Orectolobatidae) und der Walhaie (Rhincodontidae). Im Englischen werden sie als nurse shark bezeichnet.
Die vier Arten der Ammenhaie kommen auf beiden Seiten des Atlantiks, an der Küste des östlichen Pazifik (Kalifornien bis Chile), im tropischen Indopazifik und im Roten Meer vor.

## Merkmale
Es handelt sich um kleine bis große Haie, die eine Länge von 75 cm bis 4,30 m erreichen können. Ihr Rumpf ist dorsoventral leicht abgeflacht. Ammenhaie besitzen mit dem Maul verbundene Nasoralgruben, kurze bis längere Barteln an den Nasenöffnungen und sehr kleine Spritzlöcher hinter den Augen. Eine Nickhaut fehlt. Ihr Rostrum ist kurz und endet stumpf bis abgerundet. Das relativ kleine Maul ist mit kleinen Zähnen besetzt. Die Kiemenspalten 4 und 5 liegen sehr nahe beieinander über der Brustflosse und überlappen sich beinahe.
Ammenhaie besitzen zwei stachellose Rückenflossen; die zweite beginnt deutlich vor der Afterflosse. Der Schwanzflossenstiel ist auffallend kurz, kürzer als der Kopf und ohne Gruben oder Kiele. Die Anzahl der Wirbel liegt bei 135 bis 195. Ihre Körperoberseite ist meist grau, gelb, gelbgrün oder rotbraun gefärbt, während die Körperunterseite heller ist. Jungtiere sind dunkel gefleckt.

## Lebensweise
Ammenhaie sind träge, gesellige und bodenbewohnende Haie, die bei Fels- oder Korallenriffen und auf Sand- und Schlammflächen von der Gezeitenzone bis in Tiefen von etwa 70 Metern vorkommen. Zur Beute der nachtaktiven Jäger gehören diverse Wirbellose, wie zum Beispiel Seeigel, Langusten, Krabben, Kraken oder Kalmare, aber auch Knochenfische.
Bei der Jagd zeigen Ammenhaie das typische Verhalten des Saugfressens, wobei sie in Spalten oder unter Geröll versteckte Beute einfach heraussaugen, indem sie das Maul aufsetzen und den Schlund dabei schnell ausdehnen.
Alle Ammenhaie vermehren sich – wie die meisten Knorpelfische – ovovivipar (Dottersack-Viviparie), sie sind also lebendgebärend. Die Paarung erfolgt, wie bei Haien üblich, durch das Einführen des Klaspers des männlichen Tieres in die Kloake des Weibchens. Die Jungfische werden voll entwickelt geboren.
Dem Menschen gegenüber sind Ammenhaie nur gefährlich, wenn sie provoziert werden.

## Gattungen und Arten
- Gattung: Ginglymostoma Hermann, 1783

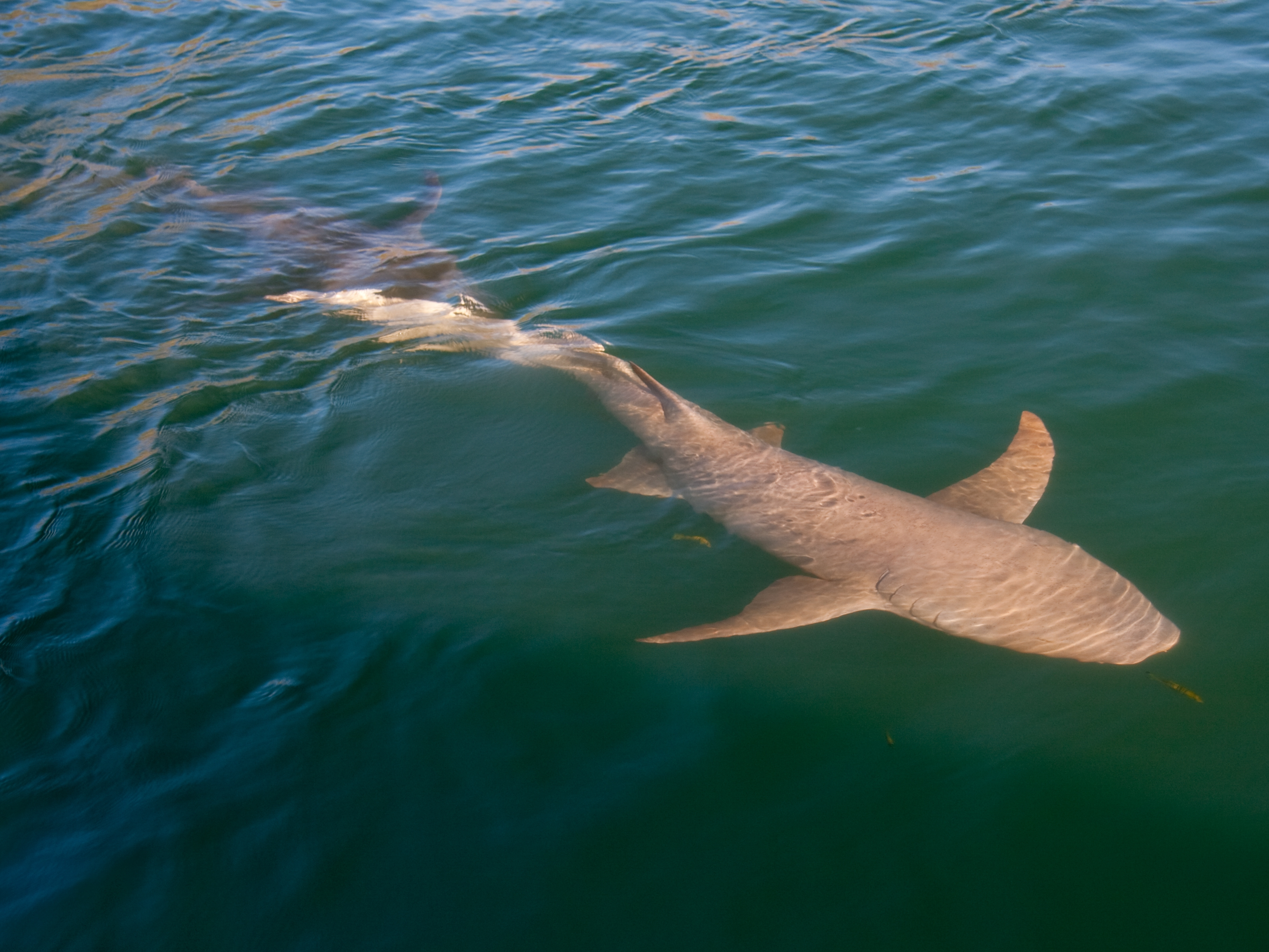
Indopazifischer Ammenhai (Nebrius ferrugineus)

  - Atlantischer Ammenhai (Ginglymostoma cirratum ([[Pierre Joseph Bonnaterre|Bonnaterre]], 1788))
  - Ginglymostoma unami Del-Moral-Flores, Ramírez-Antonio, Angulo & Pérez-Ponce de León, 2015
- Gattung: Nebrius Rüppell, 1837
  - Indopazifischer Ammenhai (Nebrius ferrugineus (Lesson, 1831))
- Gattung: Pseudoginglymostoma Dingerkus, 1986
  - Kurzschwanz-Ammenhai (Pseudoginglymostoma brevicaudatum (Günther, 1867))